# Liste der Monuments historiques in Saint-Aignan (Ardennes)
Die Liste der Monuments historiques in Saint-Aignan führt die Monuments historiques in der französischen Gemeinde Saint-Aignan auf.

## Liste der Immobilien
| Bezeichnung      | Beschreibung                                                       | Standort                 | Kennzeichnung | Schutzstatus | Datum | Bild           |
| ---------------- | ------------------------------------------------------------------ | ------------------------ | ------------- | ------------ | ----- | -------------- |
| Kirche St-Aignan | aus dem 12. Jahrhundert; das Schiff im 19. Jahrhundert umgestaltet | Rue des Tilleuls (Lage)  | PA00078496    | Inscrit      | 1986  | weitere Bilder |
| Waschhaus        | aus der ersten Hälfte des 19. Jahrhunderts                         | südlich des Ortes (Lage) | PA00078497    | Inscrit      | 1986  | weitere Bilder |